# Juricaf
 (septembre 2023).
Si vous disposez d'ouvrages ou d'articles de référence ou si vous connaissez des sites web de qualité traitant du thème abordé ici, merci de compléter l'article en donnant les références utiles à sa vérifiabilité et en les liant à la section « Notes et références ».
Juricaf est un projet de l'Association des hautes juridictions de cassation des pays ayant en partage l'usage du français ayant pour objectif de publier la jurisprudence de ses membres. Cette base de données juridique publie actuellement près de 800 000 arrêts provenant de 46 pays.
Elle est accessible depuis 2004 et dans une nouvelle version depuis le 15 octobre 2011.

## Réalisation du projet
Juricaf a été initialement réalisé par le Laboratoire Normologie Linguistique et Informatique du droit (Université Paris I) avec la participation de Guillaume Adréani, son premier webmestre et était soutenu par l'Organisation internationale de la Francophonie. Elle est soutenue par l'Association des hautes juridictions de cassation des pays ayant en partage l'usage du français (AHJUCAF).
La base de données utilise les technologies libres Solr et CouchDB.

## Liens
- La base de données Juricaf : www.juricaf.org